# Hermippus minutus
Hermippus minutus är en spindelart som beskrevs av Rudy Jocqué 1986. Hermippus minutus ingår i släktet Hermippus och familjen Zodariidae.
Artens utbredningsområde är Zimbabwe. Inga underarter finns listade i Catalogue of Life.